# Cremona Hockey
Il Cremona Hockey (Associazione Polisportiva Dilettantistica Hockey Pieve 010 dal 2010 al 2015) è una società italiana di hockey su pista con sede a Pieve San Giacomo, in provincia di Cremona. Fa parte della Polisportiva Pieve 010, che oltre allo sport rotellistico aggrega anche il calcio.

## Società
- Presidente: Lorenzo Denni
- Vicepresidente: Diego Trevisi
- Allenatore: Adriano Civa
- Dirigente Accompagnatore: Luigi Calcina

## Statistiche

### Partecipazione ai campionati
| Livello | Categoria | Partecipazioni | Debutto   | Ultima stagione | Totale |
| ------- | --------- | -------------- | --------- | --------------- | ------ |
| 1º      | Serie A1  | 3              | 2014-2015 | 2016-2017       | 3      |
| 2º      | Serie A2  | 6              | 2012-2013 | 2020-2021       | 6      |
| 3º      | Serie B   | 4              | 2010-2011 | 2023-2024       | 4      |

### Partecipazione alle coppe nazionali
| Competizione | Partecipazioni | Debutto   | Ultima stagione |
| ------------ | -------------- | --------- | --------------- |
| Coppa Italia | 1              | 2012-2013 | 2012-2013       |

### Partecipazione alle coppe internazionali
| Competizione   | Partecipazioni | Debutto   | Ultima stagione |
| -------------- | -------------- | --------- | --------------- |
| Coppa CERS/WSE | 1              | 2015-2016 | 2015-2016       |